# Сосса Ростислав Іванович
Ростислав Іванович Сосса (нар.21 жовтня 1956, село Надорожнів Бережанського району Тернопільської області) — український картограф, доктор географічних наук (2004), професор кафедри геодезії та картографії географічного факультету Київського національного університету імені Тараса Шевченка (2009), провідний науковий співробітник Інституту історії України НАН України, кавалер Ордену «За заслуги» ІІІ ступеня, лауреат Державної премії України в галузі науки і техніки (2009), директор ДНВП «Картографія» до червня 2015 року.

## Біографія
Ростислав Сосса народився 21 жовтня 1956 року в селі Надорожнів на Тернопільщині в сім'ї службовців.
У 1973 році закінчив Нараївську середню школу, а у 1973–1974 роках працював учителем німецької мови Чвертівської восьмирічної школи Тернопільської області. 1974 року вступив на географічний факультет Київського державного університету імені Тараса Шевченка, який у 1979 році закінчив із відзнакою за спеціальністю «Картографія».
Після закінчення університету працював у Науково-редакційному картоскладальному підприємстві Головного управління геодезії та картографії при Раді Міністрів СРСР на посадах інженера-картографа, редактора карт, старшого редактора карт. Без відриву від виробництва закінчив аспірантуру. У червні 1990 року захистив кандидатську дисертацію «Система картографічних творів для вивчення курсу географії Української PCP у загальноосвітній школі (питання теорії, методики та практичної реалізації)».
У 1991–1994 роках працював директором малого підприємства «Мапа ЛТД».
1994 року очолив Державне науково-виробниче підприємство «Картографія».
У березні 2004 року на спеціалізованій вченій раді при Інституті географії HAH України захистив докторську дисертацію «Картографування території України: історія, перспективи, наукові основи».
2005–2007 роках очолював відновлену Державну службу геодезії, картографії та кадастру.
З 2007 року знову очолює Державне науково-виробниче підприємство «Картографія».
Виробничу роботу поєднує з науковою та педагогічною діяльністю: у 2007–2011 роках — завідувач відділу картографічного моделювання розвитку та розміщення продуктивних сил Ради по вивченню продуктивних сил України НАН України; з 2007 року — провідний науковий співробітник Інституту історії України НАН України, з 2008 року — професор кафедри геодезії та картографії Київського національного університету імені Тараса Шевченка.
Ростислав Сосса є головним редактором науково-технічного журналу «Вісник геодезії та картографії», членом редколегій низки наукових фахових видань з географічних («Географія та основи економіки в школі», «Картографія та вища школа», «Сучасні досягнення геодезичної науки та виробництва») й історичних («Історико-географічні дослідження в Україні», «Регіональна історія України», «Пам'ять століть», «Україна дипломатична») наук.
До кола наукових зацікавлень дослідника входять проблеми розвитку і становлення національної картографії, історії картографії, а також тематичне картографування, картбібліографія та бібліографія.

## Громадська діяльність
Ростислав Сосса має значну кількість громадських обов'язків:
- Президент Української картографічної асоціації (з 2007 р.)
- член Президії вченої ради Українського географічного товариства (з 1995 р.)
- Віце-президент та член президії Українського товариства геодезії та картографії (2006—2011 рр.)
- Голова Міжвідомчої науково-методичної ради з питань географічних назв (2006—2007 рр.)
- Член спеціалізованих вчених рад із захисту дисертацій при Інституті географії HAH України (з 2004 р.), при географічному факультеті Київського національного університету (з 2006  р.),

## Творчий доробок
Ростислав Сосса автор близько 240-ка наукових публікацій, а також був редактором численних туристичних і навчальних карт планів міст, карт у шкільно-краєзнавчих і науково-довідкових атласах.

### Наукові праці
- Сосса Р. І. Історія картографування території України: підручник для студ. ВНЗ / Р. І. Сосса. — К.: Либідь, 2007. — 334 с. — ISBN 978-966-06-0463-6
- Сосса Р. І. Політико-адміністративні й адміністративні карти України (1918—2008 pp.): Бібліографічний покажчик. — К.: Інститут історії НАН України, 2009. — 106 с.
- Сосса Р. Картографування території України: від найдавніших часів до 1941 р.: Бібліогр. покажчик / Р. Сосса. — К.: Ін-т історії України НАН України, 2007. — 249 с.
- Сосса Р. І. Топографічне картографування території України (1920—2002 рр.): бібліогр. покажч. / Р. І. Сосса. — К. : ДНВП «Картографія», 2003. — 128 с. — (Серія «Українська картографія: історія, стан, перспективи»). — ISBN 966-631-207-7 (серія). — ISBN 966-631-337-5
- Сосса Р. І. Картографічні твори на територію України (1945—2000 рр.): бібліографічний покажчик / Р. І. Сосса; Державна служба геодезії, картографії та кадастру. — К.: ДНВП «Картографія», 2002. — 400 с. — (Серія «Українська картографія: історія, стан, перспективи»). — ISBN 966-631-207-7 (серія). — ISBN 966-631-149-6
- Сосса Р. І. Картографічні твори, видані ДНВП «Картографія» (1945—2000 рр.): бібліографічний покажчик / Р. І. Сосса. — К.: ДНВП «Картографія», 2001. — 216 с. — (Серія «Українська картографія: історія, стан, перспективи»). — ISBN 966-631-207-7 (серія). — ISBN 966-631-148-8
- Сосса Р. І. Історія картографування території України. Від найдавніших часів до 1920 р.: короткий нарис / Р. І. Сосса. — К. : Наукова думка, 2000. — 247 с.
- Сосса Ростислав. Картографування адміністративно-територіального устрою радянської України у міжвоєнний період // Регіональна історія України. Збірник наукових статей. — К.: Ін-т історії України НАН України, 2010. — № 4. — С. 147—166.
- Сосса Р. І. Дослідження з історії картографії України // Український історичний журнал. — Київ, «Дієз-продукт», 2008. — № 3. — С. 176—202.
- Буряк О., Сосса Р. Стародавні карти в колекції Томаша Нєводнічанського // Історико-географічні дослідження в Україні. — Київ: Інститут історії України НАН України, 2006. — № 9. — С. 151—162.

### Картографічні твори
- Атлас туриста «Українські Карпати» (1987)
- Атлас туриста «Львів» (1989)
- Навчальні стінні фізична й економічна карти України (1990)
- Атлас «Українці. Східна діаспора» (1992, 1993)

Як відповідальний редактор підготував до видання низку шкільно-краєзнавчих атласів областей України:
- Закарпатської області
- Івано-Франківської області
- Львівської області
- Чернігівської області

## Нагороди
- Орден «За заслуги» ІІІ ступеня (2003 р.)
- Лауреат Державної премії України в галузі науки і техніки (2009 р.)
- Почесна грамота Кабінету Міністрів України (2000 р.)
- Подяка Кабінету Міністрів України (2004 та 2006 рр.)